# داموکلس ۵۳۳۵
سیارک ۵۳۳۵ (به انگلیسی: 5335 Damocles، نامگذاری:1991DA) پنج هزار و سیصد و سی و پنجمین سیارک کشف شده‌است که در ۱۸ فوریه ۱۹۹۱ کشف شد.
قدر مطلق سیارک برابر ۱۳٫۳۰ است.